# Franz-Josef Ortkemper
Franz-Josef Ortkemper (* 2. November 1939 in Beckum; † 15. Mai 2021 in Münster) war ein deutscher Bibelwissenschaftler.

## Leben
Franz-Josef Ortkemper studierte Katholische Theologie in Münster und München und wurde am 27. März 1965 zum Priester geweiht. Von 1965 bis 1967 war er Kaplan in Coesfeld, von 1967 bis 1970 Religionslehrer am Friedrich-Spee-Gymnasium in Geldern und von 1970 bis 1972 Assistent an der Katholisch-Theologischen Fakultät der Universität Münster. Seit dessen Gründung 1969 gehörte er dem Freckenhorster Kreis an.
Von 1972 bis 1979 war Ortkemper Rektor im Franz-Hitze-Haus in Münster. 1979 wurde er mit einer exegetischen Dissertation zur Paulinischen Theologie promoviert. Anschließend war er zehn Jahre lang Pfarrer der Gemeinde St. Elisabeth in Recklinghausen.
Von 1989 bis 2009 war Ortkemper Direktor des Katholischen Bibelwerks in Stuttgart. Sein Schriftenverzeichnis umfasst hunderte Veröffentlichungen.

## Schriften (Auswahl)
- Das Kreuz in der Verkündigung des Apostels Paulus. Dargestellt an den Texten der paulinischen Hauptbriefe. Katholisches Bibelwerk, Stuttgart 1967.
- Leben aus dem Glauben. Christliche Grundhaltungen nach Römer 12-13. Aschendorff, Münster 1980.
- Ein Querdenker in der Bibel. Hinführung zum Buch Kohelet. Katholisches Bibelwerk, Stuttgart 2003, ISBN 3-932203-74-7.
- Was wir von Jesus wissen (können). Die Geschichte der Leben-Jesu-Forschung. online
- Mit offenen Fragen leben. Das Glaubensbekenntnis erschlossen. Katholisches Bibelwerk, Stuttgart 2014, ISBN 978-3-460-26739-8.
- Alles Windhauch. Kohelet – ein Querdenker in der Bibel. Katholisches Bibelwerk, Stuttgart, neu bearbeitete Ausgabe 2016, ISBN 978-3-460-32150-2.